# Rue Giordano-Bruno
La rue Giordano-Bruno est une voie du 14e arrondissement de Paris, en France.

## Situation et accès
La rue Giordano-Bruno est une voie publique située dans le 14e arrondissement de Paris. Elle débute au 68, rue des Plantes et se termine au 29, rue Ledion. La rue longe l'hôpital Notre-Dame-de-Bon-Secours sur son côté nord, et le chemin de fer de la Petite Ceinture sur son côté sud.

## Origine du nom
Elle porte le nom du philosophe italien, Giordano Bruno, qui est brûlé comme hérétique en 1600.

## Historique
La voie est ouverte avant 1881 sous le nom de « rue latérale au Chemin de fer de ceinture » et prend sa dénomination actuelle par arrêté du 10 novembre 1885. 